# چربی غیراشباع چندگانه

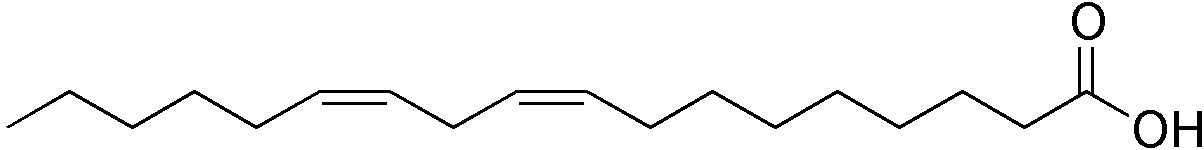
ساختار شیمیایی چربی غیراشباع اسید لینولئیک

ساختار شیمیایی آلفا لینولنیک اسید، یکی از اسیدهای چرب ضروری اسید چرب امگا ۳

چربی غیراشباع چندگانه (انگلیسی: Polyunsaturated fat) که به اختصار (PUFA) نامیده می‌شود، در بیوشیمی و علوم تغذیه، و برخلاف چربی تک غیراشباع، گونه‌ای از اسیدهای چرب هستند که دارای ۲ یا چند پیوند دوگانه کربن-کربن در ساختار شیمیایی و زنجیرهٔ اسید چرب خود هستند. برخی از اسیدهای چرب اشباع نشده جزو اسیدهای چرب ضروری محسوب می‌شوند. در چربی‌ها، موقعیت پیوندهای دوگانهٔ کربن-کربن در زنجیرهٔ کربوکسیلیک اسید با الفبای یونانی مشخص می‌شود. چربی‌های غیراشباع چندگانه را می‌توان از نظر ساختار شیمیایی به گروه‌های مختلفی طبقه‌بندی کرد. برخی از آنها بر اساس طول زنجیرهٔ کربنی، گاهی به ۲ گروه مجزا طبقه‌بندی می‌شوند که عبارت هستند از
- اسیدهای چرب غیراشباع چندگانه زنجیره کوتاه (نام اختصاری SC-PUFA) با ۱۸ اتم کربن
- اسیدهای چرب غیراشباع چندگانه زنجیره بلند (نام اختصاری LC-PUFA) با ۲۰ (یا بیشتر) اتم کربن[۳]

اسیدهای چرب غیراشباع چندگانه با ۱۸ اتم کربن که رایج‌ترین گونه هستند، توسط پستانداران تولید نمی‌شوند و از آنجایی که عملکرد غذایی مهمی دارند، بیوسنتز آنها بسیار مورد توجه قرار گرفته‌است. گیاهان می‌توانند از اسید اولئیک، اسید چرب غیراشباع چندگانه تولید کنند. اسیدهای چرب غیراشباع چندگانه موجود در روغن‌های آشپزی در دمای ۱۵۰ درجه سلسیوس (۳۰۲ درجه فارنهایت) متحمل زوال اکسایش-کاهش می‌شوند. حرارت باعث یک واکنش زنجیره‌ای رادیکال می‌شود که اینگونه اسیدهای چرب را به پراکسید آلی، اکسایش می‌کند

## تأثیر بر سلامت
چربی غیراشباع چندگانه و چربی تک غیراشباع به دلیل اثرات مثبتی که در رژیم غذایی دارند اغلب به عنوان چربی خوب شناخته می‌شوند در حالی که چربی‌های اشباع، گاهی به عنوان چربی‌های بد شناخته می‌شوند. مقداری چربی در رژیم غذایی مورد نیاز است هر چند، معمولاً توصیه می‌شود که چربی‌ها نباید بیش از اندازه مصرف شوند. ترجیح بیشتر، استفاده از چربی‌های غیراشباع و همچنین، حذف یا محدود نمودن چربی‌های اشباع‌شده‌است.
تحقیقات نشان داده‌است که اسید چرب امگا ۳ موجود در روغن جلبک، روغن ماهی و غذاهای دریایی، خطر سکته قلبی را کاهش می‌دهد. سایر تحقیقات اولیه نشان می‌دهد که اسید چرب امگا ۶ موجود در گلرنگ و روغن آفتابگردان نیز ممکن است خطر ابتلا به بیماری‌های قلبی-عروقی را کاهش دهد. دوکوزاهگزانوئیک اسید با نام اختصاری (DHA) (اسید چرب امگا ۳ از مجموع ۳ اسید چرب آلفا لینولنیک اسید، ایکوزاپنتانوییک اسید و دوکوزاهگزانوئیک اسید تشکیل شده‌است) برای ساختار ماده خاکستری مغز انسان و همچنین تحریک شبکیه و انتقال عصبی حیاتی است.
مکمل‌های اسید چرب غیراشباع چندگانه باعث کاهش اختلال‌های مرتبط با بارداری همانند فشار خون بالا یا پره‌اکلامپسی نمی‌شوند اما ممکن است طول دوران بارداری را اندکی افزایش داده و باعث کاهش زایمان‌های زودرس شوند. متخصصان ایالات متحده و اروپا توصیه می‌کنند که زنان باردار و شیرده، مقادیر بیشتری از چربی‌های غیراشباع چندگانه را مصرف نمایند تا وضعیت دوکوزاهگزانوئیک اسید در جنین یا نوزاد تازه متولدشده را افزایش دهند.